# Bruce Hornsby
Pour les articles homonymes, voir Hornsby.
Bruce Hornsby, né le 23 novembre 1954 à Williamsburg (Virginie), est un musicien, compositeur et chanteur américain. Il est influencé par la musique classique, le jazz, le bluegrass, le folk, le rock et le blues.

## Biographie
Son titre le plus connu, The Way It Is, sort en 1986. Il est récompensé par plusieurs Grammy Awards en 1986, 1989 et 1993. 
Il a collaboré également avec Grateful Dead, en 1989 puis entre septembre 1990 et mars 1992, plus ponctuellement par la suite. Enfin, il rejoint sur scène le Jerry García Band au cours de l'année 1991.
Il joue son propre rôle dans le film World's Greatest Dad en compagnie de Robin Williams.

## Discographie

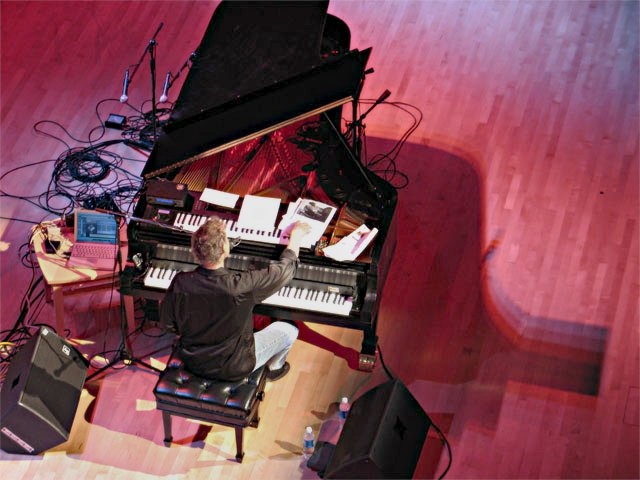
Bruce Hornsby au piano en concert en 2005.

### Albums studio
- 1993 - Harbor Lights
- 1995 - Hot House
- 1998 - Spirit Trail
- 2002 - Big Swing Face
- 2004 - Halcyon Days
- 2019 - Absolute Zero
- 2020 - Non-Secure Connection
- 2022 - 'Flicted

### Compilations
- 2004 - Greatest Radio Hits
- 2006 - Intersections (1985-2005)

### Autres projets
Bruce Hornsby & The Range
- 1986 - The Way It Is #3 US (RIAA: 3xPlatinum), #15 UK [2]
- 1988 - Scenes From The Southside #5 US  (RIAA: Platinum), #18 UK[2]
- 1990 - A Night on the Town #20 US, #23 UK [2]

Bruce Hornsby & The Noise Makers
- 2000 - Here Comes the Noise Makers (Live 1998 à 2000)
- 2009 - Levitate
- 2011 - Bride of the Noise Makers (Live 2007 à 2009)
- 2016 - Rehab Reunion

Ricky Skaggs & Bruce Hornsby
- 2007 - Ricky Skaggs & Bruce Hornsby

Bruce Hornsby / Christian McBride / Jack DeJohnette
- 2007 - Camp Meeting

### Collaboration avec leGrateful Dead
- Dick's Picks Volume neuf
- View from the Vault volume deux
- Road Trips Volume deux Numéro un
- Concerts au Giants Stadium les 16 et 17 juin 1991.

## Vidéographie
- 2004 - Bruce Hornsby + Friends (Concert enregistré au Manhattan Center, le 27/10/1995)